# Lester Frank Ward

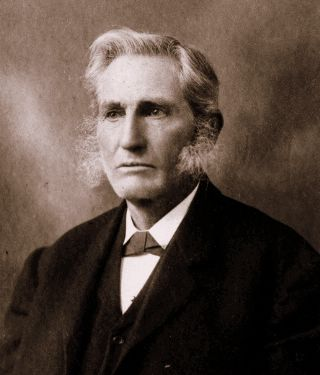
Lester Frank Ward

Lester Frank Ward (* 18. Juni 1841 in Joliet, Illinois; † 18. April 1913 in Washington, D.C.) war ein US-amerikanischer Paläobotaniker und Soziologe. Er war ein wichtiger Gründervater der amerikanischen Soziologie und erster Präsident der American Sociological Association. Sein offizielles botanisches Autorenkürzel lautet „Ward“.

## Leben
Wards Familie konnte keine höhere Erziehung bezahlen und so brachte er sich überwiegend als Autodidakt Latein, Griechisch, Deutsch und andere Sprachen sowie Mathematik bei. Er wuchs in Illinois und in Myersburg in Pennsylvania auf, wo er im Laden für Wagenräder seines Bruders arbeitete. Anfang der 1860er Jahre nahm er Unterricht am Susquehanna Collegiate Institute, Towanda, Pennsylvania. 1862 heiratete er Elizabeth „Lizzie“ Carolyn Vought. Anschließend kämpfte er im Bürgerkrieg auf Seiten der Nordstaaten und wurde bei Chancellorsville schwer verwundet. Ab 1865 arbeitete er für das US Schatzamt in Washington D.C. und studierte daneben an der George Washington University (damals Columbian University). 1869 erhielt er seinen ersten Bachelor of Arts („A.B.“), 1871 einen weiteren als Bachelor of Laws („LL.B.“) und 1873 seinen Master of Arts („A.M.“). Nachdem seine Frau Lizzie 1872 verstorben war, heiratete er ein Jahr später seine zweite Frau Rosamond Asenath Simons. Ab 1882 war er beim USGS zunächst als Assistenz-Geologe, ab 1889 als Geologe und ab 1892 als Paläontologe beschäftigt, eine Position, die er bis 1906 innehatte. Außerdem war er ab 1882 Kurator ehrenhalber für Paläobotanik am National Museum of Natural History in Washington D.C. 1906 gab er beide Tätigkeiten auf, um den Lehrstuhl für Soziologie an der Brown University anzunehmen. Zuvor hatte er sich neben seiner Arbeiten beim USGS durch mehrere Bücher einen Ruf als Pionier der Soziologie in den USA erworben.

## Werk
Auf der Grundlage seiner Fortschrittshypothese ging er davon aus, gesellschaftliche Not und Armut ließen sich durch planvolle staatliche Eingriffe minimieren, die auf dem Meliorismus, hier im Verständnis einer Wissenschaft der Verbesserung der Gesellschaft, gründet. Eine sich in das soziale und ökonomische Leben der amerikanischen Gesellschaft einmischende Soziologie sollte den Wettbewerb regulieren, die Menschen auf der Grundlage von Chancengleichheit und Kooperation verbinden, und das Glück und die Freiheit aller fördern. Damit stellte sich Ward in Gegensatz zu den seinerzeit in Wirtschaft, Politik und Soziologie verbreiteten sozialdarwinistischen Vorstellungen sowie der Laissez-faire-Doktrin und dem Entwicklungsdeterminismus.

## Werke
- Guide to the Flora of Washington, D.C. and Vicinity. Washington, 1881.
- Dynamic Sociology, Or Applied social science as bases upon statical sociology and the less complex sciences, (2 Bände), New York, Appleton & Co., 1883 (2. Aufl., 1897). Bd. I. (Memento vom 25. Februar 2010 auf WebCite) (2.430 kB - PDF) - Bd. II. (Memento vom 3. Januar 2007 im Internet Archive) (2.396 kB - PDF)
- Sketch of Paleo-Botany, Washington, 1885.
- Synopsis of the Flora of the Laramie Group, 1886.
- Types of the Laramie Flora, 1887.
- The Psychic Factors Of Civilization (Memento vom 25. Februar 2010 auf WebCite), Boston, Ginn & Co., 1893. (1.726 kB - PDF)
- Contributions to Social Philosophy (Memento vom 3. Januar 2007 im Internet Archive), 1895–1897. (596 kB - PDF)
- Outlines of Sociology (Memento vom 3. Januar 2007 im Internet Archive),  New York, Macmillan, 1898 (Nachdruck 1913). (609 kB - PDF)
- Contemporary Sociology (Memento vom 3. Januar 2007 im Internet Archive),  Am. Journal of Sociology, 1902. (333 kB - PDF)
- Pure Sociology. A Treatise on the Origin and Spontaneous Development of Society (Memento vom 3. Januar 2007 im Internet Archive),  Boston, Ginn & Co, 1903. (2.625 kB - PDF)
- Reine Soziologie. Eine Abhandlung über den Ursprung und die spontane Entwicklung der Gesellschaft. Übers. v. J. v. Unger. 2 Bde. Innsbruck, Wagner 1907/09.
- A Text-book of Sociology, zus. mit James Q. Dealey, London, Macmillan, 1905.
- Applied Sociology. A Treatise on the Conscious Improvement of Society by Society (Memento vom 3. Januar 2007 im Internet Archive),  Boston, Ginn & Co. 1906. (2.305 kB - PDF)
- Glimpses of the Cosmos, Comprising His Minor Contributions Now Republished, Together with Biographical and Historical Sketches of All His Writings, New York & London: G.P Putnam’s Sons, 1913–1918. 6 Bände, postum.